# Tomás López Durán
Tomás López Durán (nacido el 1 de enero de 1961 en Atoyatempan, Puebla) es un obispo auxiliar de la Arquidiócesis de Puebla y obispo titular de Socia. Fue nombrado obispo por el papa Francisco el 6 de diciembre de 2013 y ordenado el 3 de marzo de 2014.